# Église Notre-Dame de Filain
L'église Notre-Dame est une église située à Pargny-et-Filain dans l'ancienne commune de Filain, dans le département de l'Aisne, en France.

## Localisation
L'église est située sur la commune de Pargny-et-Filain dans l'ancienne commune de Filain, dans le département de l'Aisne.

## Historique
Église construite en 1926, a fait l'objet d'un dossier de l'Inventaire général du patrimoine culturel en 2003,,.